# Uroleucon ciefi
Uroleucon ciefi är en insektsart som först beskrevs av Olive 1963.  Uroleucon ciefi ingår i släktet Uroleucon och familjen långrörsbladlöss. Inga underarter finns listade i Catalogue of Life.